# IIFA Award/Beste Kamera
Die Gewinner des IIFA Best Cinematography Award waren:
| Jahr | Gewinner         | Film                   | Deutscher Titel                                |
| ---- | ---------------- | ---------------------- | ---------------------------------------------- |
| 2000 | Anil Mehta       | Hum Dil De Chuke Sanam | Ich gab Dir mein Herz, Geliebter               |
| 2001 | Binod Pradhan    | Mission Kashmir        | Mission Kashmir – Der blutige Weg der Freiheit |
| 2002 | Santosh Sivan    | Asoka                  | Asoka – Der Weg des Kriegers                   |
| 2003 | Binond Pradhan   | Devdas                 | Devdas – Flamme unserer Liebe                  |
| 2004 | Anil Mehta       | Kal Ho Naa Ho          | Lebe und denke nicht an morgen                 |
| 2005 | Asim Bajaj       | Chameli                | Chameli                                        |
| 2006 | Ravi K. Chandran | Black                  | Black                                          |
| 2007 | Binod Pradhan    | Rang De Basanti        | Rang De Basanti – Die Farbe Safran             |